# إستير لونغو
إستر نياوا لونغو (من مواليد 2 يونيو 1961م) و هي شخصية عامة وسياسية في زامبية، حيث تقلدت منصب السيدة الأولى لزامبيا منذ 25 يناير 2015م.  وهي زوجة الرئيس الزامبي إدغار لونغو.
ولدت إستر لونغو لوالدين هما أغنيس و إيلاند فيري، اللذان كانا في الأصل من المقاطعة الشرقية للبلاد. نشأت لونغو ككاثوليكية، لكن وزوجها كان من الكنيسة المعمدانية. تتزوجت من إدغار لونغو، ولديها ستة أطفال، منذ أكثر من ثلاثين عامًا. 
و في عام 2015م، سافرت إلى الولايات المتحدة لحضور سلسلة من اجتماعات القمة والسيدات الأوائل واجتماعات السيدات في معهد جورج دبليو بوش في دالاس ، تكساس ، والأمم المتحدة في مدينة نيويورك. حيث كانت لونغو عضوة في لجنة إنفست إن وومن إن دالاس، والتي أدارتها شيري بلير.
قامت لونغو بحملة ضد زواج الأطفال خلال فترة عملها كسيدة أولى. وهي رئيسة ومستشارة لمؤسسة إستر لونغو التي تأسست في ديسمبر 2015م بهدف تمكين النساء والأطفال في زامبيا.

## بداية حياتها
ولدت إستر لونغو في 2 يونيو، و هي ابنة لأجنيس وإيلاند فيري، اللذان كانا في الأصل من المقاطعة الشرقية للبلاد. نشأت لونغو ككاثوليكية ، لكن وزوجها كان من المعمدانية. حيث قالت «عندما التقينا لأول مرة، كان لدى إدغار كتب ترنيمة UCZ بينما كان لدي كتب التعليم الكاثوليكي الخاصة بي، حتى وجدنا في النهاية أرضية مشتركة في العقيدة المعمدانية.»

## زياراتها للدول
أصبح إدغار لونغو وزيرًا للدولة في عام 2011م، ووزيرًا للشؤون الداخلية في 9 يوليو 2012م ووزيرًا للدفاع في 24 ديسمبر 2013م من الحزب المتحد للتنمية الوطنية. تم تبني لونغو كمرشحة للجبهة الوطنية خلال الانتخابات الرئاسية الفرعية في يناير 2015م، فبعد وفاة ساتا، هُزم بفارق ضئيل مرشح المعارضة وأدى إدغار اليمين كرئيس لزامبيا في 25 يناير 2015م وأصبحت زوجته إستر السيدة الأولى لزامبيا. 
فكونها السيدة الأولى، جعلها جزءًا من العديد من الزيارات الرسمية مع الرئيسو و في خلال عام 2015م، حضرت سلسلة اجتماعات في الولايات المتحدة الأمريكية ودعاها معهد جورج دبليو بوش للمشاركة في مؤتمر السيدة الأولى ومناقشة موضوعات تمكين المرأة والصحة والتكنولوجيا. حيث تمت دعوتها من قبل وزير الصحة في المملكة العربية السعودية والأميرة لطيفة بنت أبو العزيز آل سعود لمناقشة دعم برامج رعاية المرأة والطفل في زامبيا، كجزء من عملها الإنساني المستمر، فأطلقت مؤسسة إستر لونغو في ديسمبر 2015م.

## الأنشطة الاجتماعية
أطلقت السيدة الأولى مؤسسة الثقة التي تسعى إلى الحد من ضعف الفقراء باستخدام مناهج تراعي الفوارق بين الجنسين وتشاركية ومستدامة بيئيًا لتحسين سبل عيشهم.
تعزز، مؤسسة إستر لونغو للثقة، موقعها لمعالجة القضايا المتعلقة بالتمكين الاقتصادي، وصحة الأم والطفل وحديثي الولادة والبيئة وخاصة المياه والصرف الصحي. و تهدف مؤسستها إلى وجود مجتمع يتمتع بالصحة والتمكين الاقتصادي والاجتماعي في زامبيا، لتحسين الرفاهية الاجتماعية والاقتصادية للفقراء من خلاله و خاصةً المناهج التي تراعي الفوارق بين الجنسين والتشاركية.
حيث قامت مؤسسة إستر لونغو للثقة بمساعدة صندوق المسلمين الاجتماعي والرعاية (MSWT) بتركيب مضخات يدوية مع آبار في العديد من الأماكن في مقاطعة تشونغوي. و كانت تلك المنطقة تواجه نقصًا حادًا في المياه حيث تقلصت الاحتياطيات في نهر تشونغوي. 
بدأت مؤسستها أيضًا في تحديد الأسر الضعيفة ماديًا لتمكين المرأة من القضاء على الفقر في البلاد. كما بدأت المؤسسة العمل مع وزارتي التنمية المجتمعية والتعليم العام لتمكين الأطفال من الذهاب إلى المدرسة. كجزء من جهودها لتحسين صحة الأطفال، حيث اقترحت استخدام صابون اليدين، حيث أن هذه الممارسة يمكن أن تقلل واحدة من كل ثلاث حالات إسهال. دأبت إستير على إبداء رأيها بشأن تحسين سبل عيش المسنات في البلاد، فتبرعت بمبلغ 30.000 ألف إلى ست جمعيات نسائية في البلاد في تشيلانجا من أجل النهوض بالمرأة.
هنأت إستر زوجها على اختياره امرأة لمنصب نائب الرئيس، و تلك هي المرة الأولى في تاريخ زامبيا، واعتبرتها علامة على تمكين المرأة في البلاد. انتقدت بعض أقسام وسائل الإعلام دورها في العمل الاجتماعي كحملة لزوجها في الانتخابات الرئاسية المقبلة، لكن هذا الاتهام لاقى إدانة شديدة من الجبهة الوطنية.
نظرا لعملها الدؤوب تجاه محنة المستضعفين في المجتمع، منحتها الأولمبياد الخاص لقب سفيرة الذكرى الخمسين للمنطقة الأفريقية، في سبتمبر 2017م ، بمناسبة الذكرى الخمسين للأولمبياد الخاصة «أكاديمية القيادة» التي استضافتها زامبيا في المركز الأولمبي لتنمية الشباب (OYDC).